# (6179) Brett
(6179) Brett es un asteroide perteneciente al cinturón de asteroides, región del sistema solar que se encuentra entre las órbitas de Marte y Júpiter, descubierto el 3 de marzo de 1986 por Carolyn Shoemaker y por su esposo que también era astrónomo Eugene Shoemaker desde el Observatorio del Monte Palomar, Estados Unidos.

## Designación y nombre
Designado provisionalmente como 1986 EN. Fue nombrado Brett en homenaje a Robin Brett, ciudadano estadounidense nacido en Australia, educado en Harvard, activo en el programa de ciencia planetaria desde sus inicios. Su investigación incluye estudios geoquímicos de muestras meteoríticas y lunares, modelando los núcleos de los planetas terrestres y mapeo geológico de cráteres de impacto. Fue responsable de gran parte de la planificación del estudio masivo de las muestras lunares del Apolo. Organizador nato, ha dirigido sus actividades hacia el avance de la cooperación internacional en investigación; el hecho de que sea conocido como un "buen tipo" con un gran sentido del humor puede haber ayudado.

## Características orbitales
Brett está situado a una distancia media del Sol de 2,429 ua, pudiendo alejarse hasta 2,952 ua y acercarse hasta 1,905 ua. Su excentricidad es 0,215 y la inclinación orbital 23,25 grados. Emplea 1382,85 días en completar una órbita alrededor del Sol.

## Características físicas
La magnitud absoluta de Brett es 13,7. Tiene   km de diámetro y su albedo se estima en  . 